# 이가순 선생 관개송덕비
이가순 선생 관개송덕비는 경기도 고양시 덕양구 행주동, 행주산성에 있는 일제 강점기 독립운동가이자 고양지역의 관개사업가인 양곡 이가순 선생의 송덕비이다. 1950년에 세운 오석재질의 비석이다. 2017년 4월 6일 고양시의 향토문화재 제64호로 지정되었다.

## 개요
양곡 이가순 송덕비는 고양시 덕양구 행주외동 행주산성 역사 공원 안에 있다. 본래 지금의 자리에서 동남쪽으로 약 250m 떨어진 행주 양수장 내에 있었으나 2016년 지금의 자리로 이전하였다.
비석 앞면에는 '이공 가순 관개 송덕비'라 쓰여 있는데 하단부에는 한국전쟁을 거치면서 총탄의 흔적이 곳곳에 남아 있다. 비문의 뒷면에는 비석의 건립년도와 이가순, 이원재 선생의 공적과 세운 사람들의 명단 등이 표기되어 있다.
비석의 내용은 일제강점기의 독립운동가이며 관개, 수리의 개척자인 양곡 이가순 선생과 그의 아들인 이원재의 공적을 기록한 것이다. 이중 이가순 선생은 본래 황해도 출신으로 1867년 11월 출생하여 1943년 4월 12일 돌아간 인물이다. 이가순 선생은 본관이 완산인데 당시 고양군 지도면 토당리 삼성당 마을에 정착하여 현 농어촌기반공사 설립에 결정적으로 기여한 인물이다.
양곡 이가순 선생은 청년 시절부터 만주와 연해주 등을 오고가며 독립운동을 전개했다. 1919년 원산 감리교회에 속해 있으면서 3.1만세운동을 주도했고 원산에 대성학교와 신간회 원산지회를 세우기도 하였다. 이후 독립운동의 주도자가 되어 옥고를 치른 후 고양군으로 이주하였다. 고양군으로 이주한 뒤 고양군 지도면 등의 토지가 한강에 제방이 없고 갈대밭과 갯벌, 가뭄에 취약하여 마치 황무지와 같았다. 이에 이가순 선생은 자신의 사재로 인근의 토지를 매입하고 수리시설과 관개사업을 펼치게 되었다. 그러나 안타깝게도 수리사업을 주관 하던 중 1943년에 생을 마감하게 되었다. 그리고 그의 아들인 이원재가 아버지의 뒤를 이어 고양군수리조합을 건립하였다.
2010년 11월 자랑스러운 고양인으로 이가순 선생을 선정하여 이가순 선생과 이원재 선생의 공적을 기리게 되었다. 한편 고양시에서는 일반인의 출입이 통제되고 있는 양수장 내의 이가순 선생 송덕비를 많은 시민들이 볼 수 있는 고양 행주산성 역사공원으로 이전하여 보존하고 있다.

## 같이 보기
- 고양 행주산성 역사공원

## 참고 문헌
- 독립운동가 양곡 이가순송덕비 - 고양시청